# 安全衛生教育
安全衛生教育（あんぜんえいせいきょういく）とは、労働災害を防止するために、労働者の就業にあたって必要な安全衛生に関する知識等を付与するために実施する教育のことをいう。労働安全衛生法等の法令に基づいて定められている。
労働災害を防止するためには、機械や設備を安全な状態で使用するだけでなく、これを使用する労働者に対して適切な教育を実施する必要がある。現場の状況は常に変化していて、当該作業に不慣れな者がやってきたり、緊急事態の際に適切な行動がとれなかったりすることがある。労働者に対する安全衛生教育については、法令上実施することが義務付けられているものと、個々の事業場が独自の判断で実施しているものとがあり対象は膨大であるが、本記事では主に法令上の安全衛生教育について述べる。
- 労働安全衛生法について、以下では条数のみ記す。

## 概説
安全衛生教育は、各事業場において、体系立てて、計画的に実施していくことが必要であるが、労働安全衛生法ではこうした計画の策定を一般的に各事業者に義務付ける旨の規定はない。もっとも、安全衛生教育の実施計画の策定は安全委員会・衛生委員会の調査審議事項であり（第17条、第18条）、同委員会が正常に機能している事業場では当然にこうした計画の策定がなされるはずである。また指定事業場（規則第4条1項3号）又は所轄都道府県労働局長が労働災害の発生率等を考慮して指定する事業場については、第59条・第60条に基づく安全衛生教育の具体的な計画を作成しなければならず、4月1日から翌年3月31日までに行ったその実施結果を、毎年4月30日までに、所轄労働基準監督署長に報告しなければならない（規則第40条の3）。
安全衛生教育と労働時間の関係については、第59条および第60条の安全衛生教育は、労働者がその業務に従事する場合の労働災害の防止をはかるため、事業者の責任において実施されなければならないものであり、したがって、安全衛生教育については所定労働時間内に行なうのを原則とすること（昭和47年9月18日基発602号）。
また、安全衛生教育の実施に要する時間は労働時間と解されるので、当該教育が法定時間外に行なわれた場合には、当然割増賃金が支払われなければならないものであること。また、第59条3項の特別の教育ないし第60条の職長教育を企業外で行なう場合の講習会費、講習旅費等についても、この法律に基づいて行なうものについては、事業者が負担すべきものであること（昭和47年9月18日基発602号）。これは、これらの教育については、往々にして、地区労働基準協会など、企業外の教育・講習実施機関に該当労働者を派遣して受講させることが一般であるところから、念のために書かれたものであり、事業者の責任において実施されなければならないものである限りにおいて、企業の中において行われるものも含めて、法定の安全衛生教育はすべて事業者の費用負担において行われなければならないことは当然である。
事業主は、労働安全衛生法等の定めるところにより外国人労働者に対し安全衛生教育を実施するに当たっては、母国語等を用いる、視聴覚教材を用いる等、当該外国人労働者がその内容を理解できる方法により行うこと。特に、外国人労働者に使用させる機械等、原材料等の危険性又は有害性及びこれらの取扱方法等が確実に理解されるよう留意すること（「外国人労働者の雇用管理の改善等に関して事業主が適切に対処するための指針」（平成19年厚生労働省告示第276号、最終改正平成31年3月29日厚生労働省告示第106号））。具体的な対応は、次のとおり（平成3年1月21日基発第39号）。
- リスクアセスメントの実施
  - 外国人労働者を従事させる業務に関して、機械設備、原材料、作業環境、作業方法等に起因する危険性又は有害性等の調査（リスクアセスメント）を実施する際には、一般に外国人労働者にとって日本語で表示された作業標準等の理解が困難であることを踏まえてリスクの洗い出しや見積りを行うこと。当該リスクアセスメントの結果に基づき、必要に応じて、リスクを低減するため機械設備等の見直し等の措置を講じた上で、外国人労働者に対して実施する安全衛生教育の内容を整理すること。
- 安全衛生教育の準備
  - 母国語に翻訳された教材・視聴覚教材など、上記により整理した安全衛生教育の内容に適した教材を入手、整備等すること。教材としては、厚生労働省ホームページに掲載されている資料のほか、公益財団法人国際研修協力機構、外国人技能実習機構、一般財団法人国際建設技能振興機構等の資源が活用できると考えられること。
- 安全衛生教育の実施及びフォローアップ
  - 外国人労働者の日本語の理解度を把握し、視聴覚教材等を活用して、合図、標識、掲示及び表示等についても教育すること。また、安全衛生教育の実施責任者の管理の下、当該外国人労働者と同じ言語を話せる日本語の上手な労働者（当該外国人労働者と同じ国・地域出身の上司や先輩労働者など）に通訳や教育の補助役等を依頼して実施することが望ましいこと。さらに、安全衛生教育の理解度を確認しながら、継続的に教育を繰り返すことが望ましいこと。
- 労働災害防止のための日本語教育等の実施
  - 外国人労働者が労働災害防止のための指示、注意喚起等を理解することができるようにするため、必要な日本語及び基本的な合図等を習得させるよう努めること。
- 労働安全衛生法等関係法令の周知
  - 労働安全衛生法等関係法令の定めるところにより当該法令の内容についての周知を行うこと。その際、外国人労働者がその内容を理解できる資料を用いる等、外国人労働者の理解を促進するため必要な配慮をするよう努めること。特に、労働安全衛生法等に定める健康診断、面接指導及び心理的な負担の程度を把握するための検査の実施については、これらの目的・必要性等についても当該外国人労働者が理解できる方法により説明するよう努めること。
- 派遣労働が認められている業種での留意事項
  - 派遣労働者に対する安全衛生教育を必要十分な内容及び時間をもって行うため、派遣元事業場と派遣先事業場が十分に連絡・調整することが望ましいこと。派遣労働が行われる場合、派遣労働者である外国人労働者に対する雇入れ時等教育は派遣元事業者の責任で行うこと。派遣先事業者との協議により、雇入れ時等の安全衛生教育の実施を派遣先事業者に委託する場合、派遣元事業者は派遣先事業者から報告を受け、安全衛生教育の実施状況を確認すること。また、当該教育の実施に当たっては、派遣先における安全衛生事情にも留意すること。特定技能外国人労働者は原則として直接雇用されるものであるが、農業分野及び漁業分野においては労働者派遣が認められていること等に留意が必要である。

事業者は、第59条・第60条に定めるもののほか、その事業場における安全衛生の水準の向上を図るため、危険又は有害な業務に現に就いている者に対し、その従事する業務に関する安全又は衛生のための教育を行うように努めなければならないとされ、厚生労働大臣は、この教育の適切かつ有効な実施を図るため必要な指針を公表するものとする（第60条の2）。現在、「危険又は有害な業務に現に就いている者に対する安全衛生教育に関する指針」（平成元年5月22日安全衛生教育指針公示第1号。最終改正令和3年3月17日安全衛生教育指針公示第6号）を告示している。

## 一般の安全衛生教育

### 雇い入れ時の教育
事業者は、労働者を雇い入れたときは、当該労働者に対し、遅滞なく、次の事項のうち当該労働者が従事する業務に関する安全又は衛生のため必要な事項について、教育を行なわなければならない（第59条1項、規則第35条1項）。派遣労働者については、派遣元が実施しなければならない。1947年（昭和22年）施行の労働基準法第50条に規定され、1972年（昭和47年）の労働安全衛生法施行時に同法に移された。
1. 機械等、原材料等の危険性又は有害性及びこれらの取扱い方法に関すること。
2. 安全装置、有害物抑制装置又は保護具の性能及びこれらの取扱い方法に関すること。
3. 作業手順に関すること。
4. 作業開始時の点検に関すること。
5. 当該業務に関して発生するおそれのある疾病の原因及び予防に関すること。
6. 整理、整頓及び清潔の保持に関すること。
7. 事故時等における応急措置及び退避に関すること。
8. 前各号に掲げるもののほか、当該業務に関する安全又は衛生のために必要な事項

項目の省略は原則として認められない（一部業種に対する省略規定は令和6年4月1日に廃止された）。また、8.の規定は第3条1項（事業者の責務）や第28条の2（事業者の行うべき調査等）にも通ずる包括的な規定である。そういう意味では、この安全衛生教育の義務は、事業者が負う労働災害防止義務の中でも最も広範囲なもの一つである。
例外として、上記に掲げる事項の全部又は一部に関し十分な知識及び技能を有していると認められる労働者については、当該事項についての教育を省略することができる（規則第35条2項）。
雇入れ時等教育の実施体制が十分でない中小企業等における当該教育は、系列構外下請に属する事業場及び構内下請事業場については親企業又は元方事業者を中心にその実施を促進するものとし、実施に当たっては、RST講座修了のトレーナー等の活用を図らせること。工業団地、事業協同組合等の構成員で、当該教育を自ら実施することが困難であるものについては、集団所属の教育を担当する者（中小企業安全衛生指導員）を活用し共同して当該教育の実施を図らせること。また、必要に応じ当該指導員に対して実務向上教育を行うこととしている（「安全衛生教育の推進に当たって留意すべき事項について」昭和59年3月26日基発148号）。

### 作業内容変更時の教育
「作業内容を変更したとき」とは、異なる作業に転換をしたときや作業設備、作業方法等について大幅な変更があったときをいい、これらについての軽易な変更があったときは含まない趣旨であること（昭和47年9月18日基発第602号）。
労働者が異なる作業に転換した時や作業設備、作業方法について大幅な変更があった時などは、労働者の安全衛生を確保するという観点からは、労働者の雇入れ時と同じ条件となるところから、このような場合にも雇入れ時の教育と同様の安全衛生教育を行わなければならない（第59条2項、規則第35条1項）。この規定は旧・労働基準法にはなく、労働安全衛生法の制定の際に新たに設けられたものである。派遣労働者については、雇入れ時の教育とは異なり、派遣元・派遣先双方が実施しなわなければならない（労働者派遣法第45条）。
第59条1項、2項の規定に違反した者は、50万円以下の罰金に処する（第120条）。

## 特別の安全衛生教育
労働安全衛生法では、危険有害業務に労働者を就かせる場合に必要な就業資格として、危険度の高い順から免許取得者→技能講習修了者→特別教育修了者と段階を付けている。第59条3項は、その第一段階といえる。派遣労働者については、一般の教育とは異なり、派遣先が実施しなければならない（労働者派遣法第45条）。
第59条3項でいう「危険又は有害な業務で、厚生労働省令で定めるもの」とは、規則第36条において、現在58の業務が定められている。特別の教育における教育事項及び教育時間については、厚生労働大臣が定めることとされていて（規則第39条）、各業務ごとにそれぞれ告示が発出されている。
事業者は、特別の教育の科目の全部又は一部について十分な知識及び技能を有していると認められる労働者については、当該科目についての特別教育を省略することができる（規則第37条）。事業者は、特別教育を行なったときは、当該特別教育の受講者、科目等の記録を作成して、これを3年間保存しておかなければならない（規則第38条）。
第59条3項の規定に違反した者は、6月以下の懲役又は50万円以下の罰金に処する（第119条）。

## 職長教育
第60条でいう「政令で定める業務」とは、以下のとおりである（施行令第19条）。これらの事業場においては、事業者は、新たに業務に就くことになった職長その他の作業中の労働者を直接指導または監督するものに対し、現場監督者として行うべき労働災害防止活動に関する一定の事項についての安全又は衛生の教育を、一定の時間以上行わなければならない。この規定は、生産工程における職長の立場が、労働者の安全及び衛生を確保する上で扇の要のような重要な位置を占めていることにかんがみ、労働安全衛生法の制定の際に新たに設けられたものである。
- 建設業
- 製造業（次に掲げるものを除く）
  - たばこ製造業
  - 繊維工業（紡績業及び染色整理業を除く）
  - 衣服その他の繊維製品製造業
- 紙加工品製造業（セロハン製造業を除く。）
- 電気業
- ガス業
- 自動車整備業
- 機械修理業

「食料品（うま味調味料製造業及び動植物油脂製造業を除く）」「新聞業、出版業、製本業及び印刷物加工業」については、従来は職長教育の対象外であったが、2023年（令和5年）4月の改正法施行により新たに対象業務に加えられた。
職長教育は、以下の事項について、それぞれに掲げる時間以上行わなければならないものとする（規則第40条1項、2項）。当該職務に初めて就く時に受講し、おおむね5年ごともしくは機械設備等に大幅な変更があった時に能力向上教育に準じた教育 （再教育） を行うよう求められている（平成3年1月21日基発第39号）。なお事業者は、各教育事項の全部又は一部について十分な知識及び技能を有していると認められる者については、当該事項に関する教育を省略することができる（規則第40条3項）。3.については、2006年（平成18年）4月の改正法施行により、リスクアセスメントに関する規定（第28条の2）が設けられたことに伴い新たに付け加えられたものである（平成18年2月24日基発第0224003号）。
1. 作業方法の決定及び労働者の配置に関すること（2時間）。
  1. 作業手順の定め方
  2. 労働者の適正な配置の方法
2. 労働者に対する指導又は監督の方法に関すること（2.5時間）。
  1. 指導及び教育の方法
  2. 作業中における監督及び指示の方法
3. 危険性又は有害性等の調査及びその結果に基づき講ずる措置に関すること（4時間）。
  1. 危険性又は有害性等の調査の方法
  2. 危険性又は有害性等の調査の結果に基づき講ずる措置
  3. 設備、作業等の具体的な改善の方法
4. 異常時・災害発生時における措置に関すること（1.5時間）。
  1. 異常時における措置
  2. 災害発生時における措置
5. その他現場監督者として行うべき労働災害防止活動に関すること（2時間）。
  1. 作業に係る設備及び作業場所の保守管理の方法
  2. 労働災害防止についての関心の保持及び労働者の創意工夫を引き出す方法

職長教育は、次の要領によって行なうこととされる。なお、職長教育は、規則第40条に定める時間連続して行なうのが原則であるが、やむを得ない場合には、長期にわたらない一定の期間内において、分割して実施して差しつかえない（昭和47年9月18日基発第601号の1）。
- 教育の方法は、原則として討議方式とすること。
- 講師は、教育事項について必要な知識および経験を有する者とすること。
- 15人以内の受講者をもつて一単位とすること。

第60条において「作業主任者を除く」とされるのは、作業主任者は一般に職長と同様に作業中の労働者を直接指導または監督する立場に立つ者であるが、免許又は技能講習修了という資格を有することが要件とされており、それは職長教育で求めている知識及び技能と同等ないしはそれ以上であると考えられるので、第60条において必要な法律上の調整がなされている。なお、第60条の規定に違反したものに対しての罰則は定められていない。
2-1の「指導及び教育の方法」について、職長は「指導及び教育の8原則」をふまえて教育を実施することが肝要とされている。
1. 相手の立場にたって - 教える側のペースや考え方で行わない、教育を受ける側の能力に応じて教える。
2. 動機づけを大切に - あまり押し付けず、なぜそのようなことを行うのか、そうすることでどのような効果があるのか説明し、ときには相手に考えさせるなど、自らやる気を起こすようにさせる。
3. やさしいことから、難しいことへ - 相手が理解し、習得できる程度に合わせ、教える内容を次第に高める。
4. 一時に一事を - 人間は、一度に多くのことを覚え、身につけられない。1回に一つの事を教えていれば、相手は楽に理解できる。
5. 反復して - 何回も根気よく言って聞かせたり、やってみせ、やらせることが大切である。
6. 身近な事例に結びつけて、強い印象を与える - 抽象的、観念的な話では、聞いたときは分かったようでも仕事をする段階になるとそれを実行できないことが多い。身近な災害事例、改善事例など引用して強い印象を与えることが大切である。
7. 五感を活用して - 教育効果を上げるためには、五感の感覚機能を活用させる。五感が外部から受ける刺激の割合は、視覚75%、聴覚13%、触覚7%、嗅覚3%、味覚2%と言われている。
8. 手順と急所の理由をいって - なぜ、それが手順の急所になるのか、その理由をよく理解させないと忘れてしまう。安全衛生面だけでなく、生産性や品質の面からも重要なポイントであることを理解させる。

## 建設現場への新規参入者に対する教育
本条は、いわゆる新規入場者教育等が行われる際に、特定元方事業者が必要な場所、資料の提供等の援助を行うべきことを規定したものであること。「資料の提供等」の「等」には、視聴覚機材の提供があること（平成4年8月24日基発第480号）。
建設業は、単品受注型産業であること、屋外作業を主体とする産業であること、重層下請構造による施工形態が広く見られること等々他産業には見られない特徴を有している。従って、建設業における労働災害の実像をとらえるためには、全産業に共通する分析あるいは建設業についての分析だけでは、建設労働の特性による災害は分析しきれない。こうした観点から行われた分析として、北海道労働基準局が1994年（平成6年）に行った分析では、前年の建設業の死亡災害のうち全体の35%が現場入場初日で発生し、二日以上一週間以内の30%を加えると、実に全体の65%が一週間以内に発生しているという状況が明らかになり、建設業における労働災害防止対策のターゲットは「現場入場初日者対策」であることが浮き彫りにされた。このような建設現場への新規入場者に対する教育が規則第642条の3で規定されている。具体的には協力会社による送り出し教育、新規入場者教育それぞれについて、教育内容、使用テキスト、教育担当者、教育時間等をあらかじめ定めておき、着実に実施される必要がある。
元方事業者による建設現場安全管理指針（平成7年4月21日基発第267号の2）によれば、関係請負人は、その雇用する労働者が建設現場で新たに作業に従事することとなった場合には、当該作業従事前に当該建設現場の特性を踏まえて、次の事項を職長等から周知するとともに、元方事業者にその結果を報告することとされている。
1. 元方事業者及び関係請負人の労働者が混在して作業を行う場所の状況
2. 労働者に危険を生ずる箇所の状況（危険有害箇所と立入禁止区域）
3. 混在作業場所において行われる作業相互の関係
4. 避難の方法
5. 指揮命令系統
6. 担当する作業内容と労働災害防止対策
7. 安全衛生に関する規程
8. 建設現場の安全衛生管理の基本方針、目標、その他基本的な労働災害防止対策を定めた計画

## 動向
厚生労働省の「令和5年労働安全衛生調査」によれば、令和4年11月1日~令和5年10月31日の1年間において、労働安全衛生法に基づく雇い入れ時教育を実施している事業所の割合は56.1%となっている。実施している労働者の就業形態（複数回答）をみると、「正社員」に実施している事業所の割合は54.9%、「契約社員」に実施している事業所の割合は26.8%、「パートタイム労働者」に実施している事業所の割合は34.2%となっている。また同調査では、在留資格を有する外国人労働者が業務に従事している事業所のうち、外国人労働者に対する労働災害防止対策に取り組んでいる事業所の割合は75.9%となっている。外国人労働者に対する労働災害防止対策の取組内容（複数回答）をみると、「外国人労働者にわかる言語（母国語ややさしい日本語等）により災害防止の教育を行っている」が49.9%で最も多く、次いで「災害防止のための指示などを理解できるように、必要な日本語や基本的な合図を習得させている」が41.7%となっている。